# Machette
« Coupe-coupe » redirige ici. Pour l’article homophone, voir Coupe coupe.
Ne doit pas être confondu avec Machette (instrument de musique).
Cet article possède un paronyme, voir Hachette (outil).
Une machette est un long couteau à manche court muni d'une lame épaisse, longue de plus ou moins 40 cm et conçue comme outil de coupe de végétation en milieu tropical, à l'instar de la serpe et de la hachette en milieu tempéré ou boréal. Le terme « sabre d'abattis » était fréquent du XIXe au début du XXe siècle.

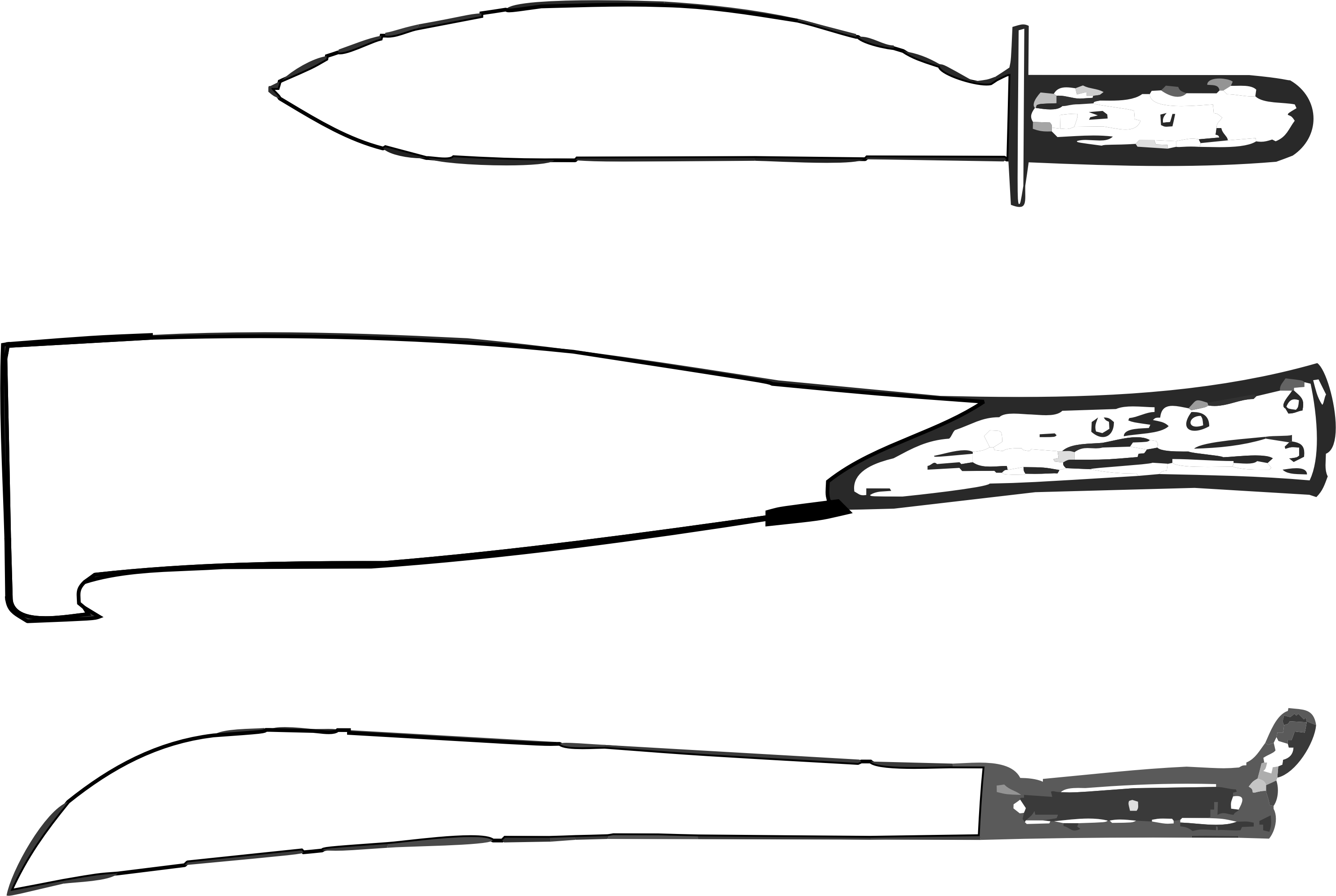
Différentes formes de machettes.

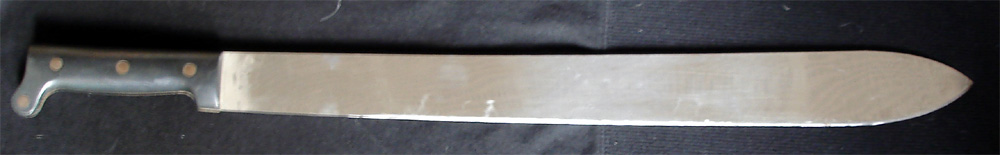
Une machette standard.

Dans certains endroits comme le Sénégal ou les Antilles françaises, la machette est indifféremment appelée « coupe-coupe » ou « coutelas », tandis qu'en Nouvelle-Calédonie on la nomme « sabre d'abattis » et à l'île de La Réunion « sabre à canne », mais plus souvent et plus simplement « sabre » (« sab' » en créole).
Bien que largement utilisée comme outil forestier ou agricole, la machette peut voir son utilisation détournée et servir d'arme, à l'image d'un sabre comme une arme de taille seulement, mais également d'estoc si elle est pointue.

## Utilisations

### Outil de coupe
La machette sert généralement à se frayer un chemin dans les régions à végétation dense, à couper la canne à sucre, à entretenir les jardins et plantations, à ouvrir des fruits à coque durs comme la noix de coco, à tailler les feuilles de palmier mais aussi dans la voiture pour dégager la route (chutes de branchages par les intempéries), etc. On peut aussi l'utiliser pour couper des branches ou des troncs de diamètre modéré, mais une serpe ou une hachette seront plus adaptées pour ce travail.
En tant qu'outil agricole et de jardinage, elle est vendue (non aiguisée) dans de nombreux points de vente (quincailleries essentiellement) des pays utilisateurs. La taille des lames va généralement de 10 à 28 pouces, soit 25 cm à 71.

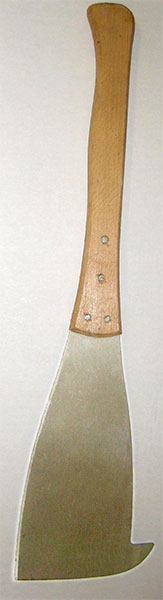
Machette à canne à sucre (en anglais cane knife (en)), également utilisée dans les plantations de bananes.
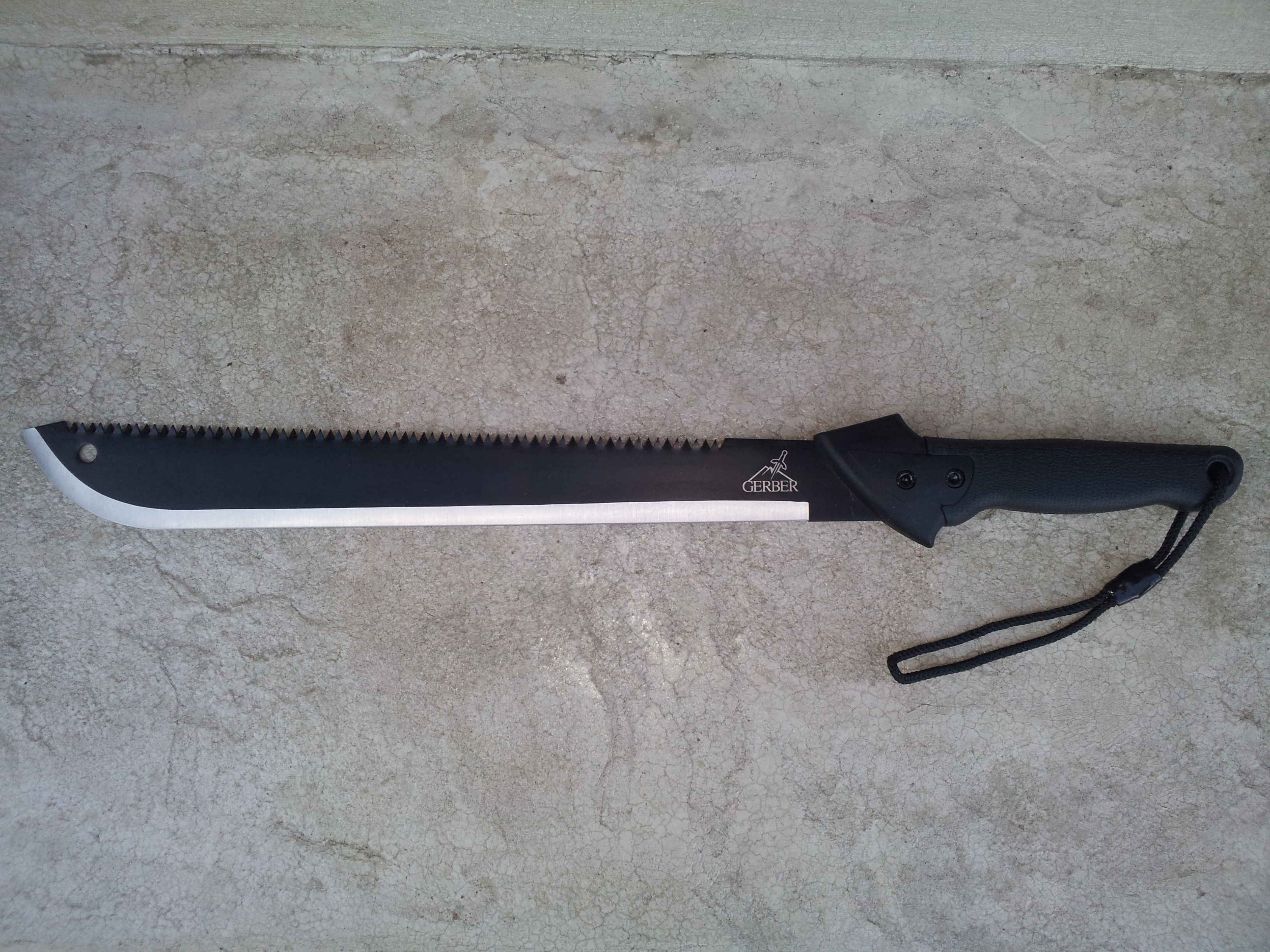
Une machette/scie de marque Gerber.
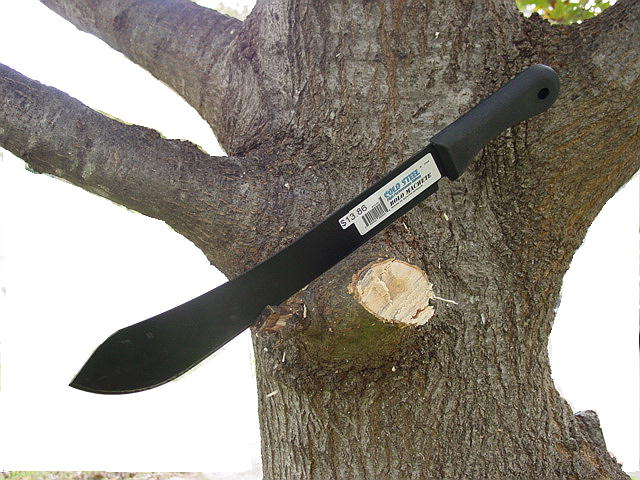
Machette standard en acier carbone.

### Arme

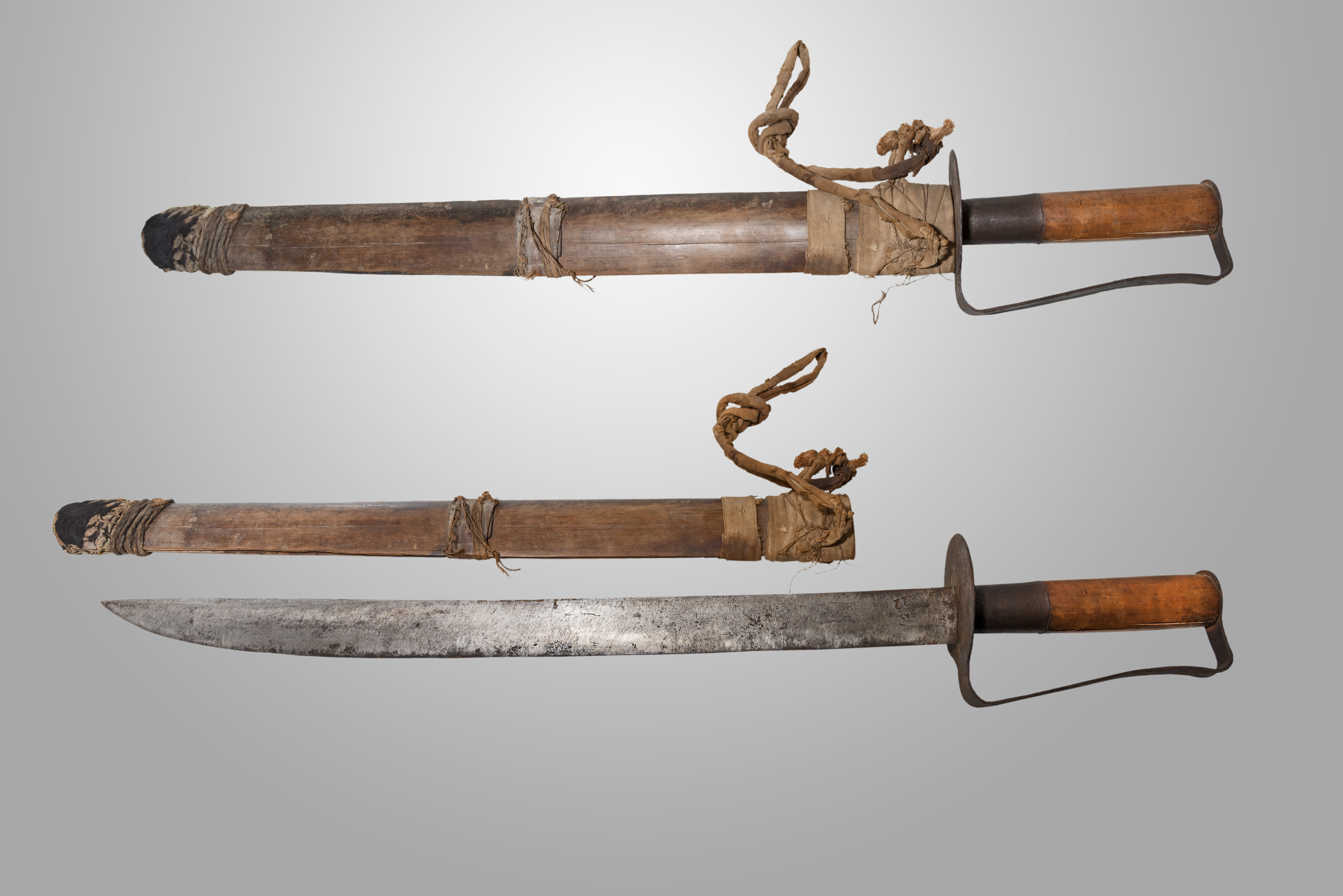
Sabre d'abattis, Madagascar (fin XIXe siècle). Muséum de Toulouse.

La machette a été en dotation dans l'armée française dans la deuxième moitié du XIXe siècle et dans la première moitié du XXe siècle sous le nom de « sabre d'abattis ».
Elle est aussi utilisée comme une arme blanche par des civils et des milices, par exemple lors du génocide des Tutsi, au Rwanda, dont elle devint le symbole (elle n'est cependant pas la seule arme utilisée). Étant très répandue, elle est aussi l'arme de prédilection de nombreux faits divers.

## Dénominations
Selon leurs formes et origines géographiques, les machettes peuvent prendre divers noms, tels que kukri (Népal), barong (Philippines), bolo (Asie du Sud-Est et Océanie), panga (Afrique), coupe-coupe (Afrique francophone), parang (Malaisie) ou golok (Indonésie), latin machette (Brésil, Équateur, Salvador)…

## Fabrication
La lame d'une machette est faite en acier au carbone (pas inoxydable) ; elle a une certaine souplesse, pour être pratiquement incassable en utilisation normale. En cas de chocs sur des pierres ou des métaux (clous), seul le tranchant sera endommagé, ce qui sera rectifié par un aiguisage poussé.
Le manche est riveté sur la semelle de la lame pour plus de solidité (assemblage en « plate semelle »). Le manche a une empreinte pour une seule main. Il est généralement fabriqué en bois mais également en plastique, qui doit être épais voire plein pour éviter la casse en utilisation, ce qui arrive sur des modèles bas de gamme avec un plastique trop fin.
Par mesure de sécurité, les machettes sont vendues non aiguisées et doivent l'être exclusivement à froid avec une lime tiers-point, de façon assez poussée avant la première utilisation (mise en forme du tranchant) et plus légèrement de façon régulière pour compenser l'usure.
Les principaux fabricants de qualité à prix abordable sont Tramontina, fabriqué au Brésil depuis 1911, Ralph Martindale au Royaume-Uni, Marble's / Imacasa au Salvador et Bellota en Colombie.

## Dans la culture populaire

Drapeau de l'Angola.

Une machette est représentée sur le drapeau de l'Angola, à côté d'une demi roue dentée.
En tant qu’outil des ouvriers agricoles, la machette sert de titre au journal du parti communiste mexicain : voir El Machete.
Le Dinizia jueirana-facao est un arbre appelé ainsi car ses gousses ressemblent à des fourreaux de machette (en portugais : facão).

### Cinéma
- Dans la saga des Vendredi 13 (1980-2009), Jason Voorhees est armé d'une machette.
- Dans Blood Diamond (2006), le coup « short sleeve-long sleeve » (petite ou grande amputation du bras) pratiqué par les milices du RUF de Sierra Leone, est réalisé à la machette.
- Dans Machete (2010) de Robert Rodriguez, la machette est l'arme de prédilection du héros, qui se nomme également Machete.
- Dans A Serbian Film (2010), une femme est tuée à coups de machette lors d'un viol.
- Dans Paranormal Activity 3 (2011), beaucoup de gens sont tués à coups de machette.

### Anime
- Dans l'anime Higurashi no naku koro ni (2007), Rena Ryuugu est armé d'une machette.

### Jeux vidéo
- Dans Far Cry 2 et Far Cry 3 (2008 et 2012), la machette est l'arme de corps à corps.
- Dans Resident Evil 5 (2009), Chris Redfield est armé d'une machette comme arme secondaire.
- Dans Left 4 Dead 2 (2009), la machette est une des armes au corps à corps les plus efficaces, du fait de sa maniabilité et de son grand pouvoir de tranchage.
- Dans League of Legends (2009), la machette est un objet de premier niveau utilisé par les chasseurs (Junglers).
- Dans Dead Island (2011), la machette apparaît sous différentes formes (militaire, civile, etc) : c'est une arme particulièrement efficaces contre les zombies (surtout améliorée).
- Dans Assassin's Creed III: Liberation (2012), l'héroïne Aveline de Grandpré utilise une machette pour les combats de corps à corps.

### Musique
- Dans Coupe coupe (1988), Vanessa Paradis chante les paroles d'Étienne Roda-Gil sur la vie d'un coupeur de canne à sucre muni de sa machette.